# John Campbell Ross
John Campbell "Jack" Ross (Newtown, 11 de março de 1899 — Bendigo, 3 de junho de 2009) foi um veterano da Primeira Guerra Mundial australiano e, à época, de sua morte, era o homem mais velho da Austrália, com 110 anos de idade.